# Anfu
För andra betydelser, se Anfu (olika betydelser).
Anfu är ett härad som lyder under Ji'ans stad på prefekturnivå i Jiangxi-provinsen i sydöstra Kina.